# Aire d'attraction de Bruay-la-Buissière
L'aire d'attraction de Bruay-la-Buissière est un zonage d'étude défini par l'Insee pour caractériser l’influence de la commune de Bruay-la-Buissière sur les communes environnantes.

### Carte

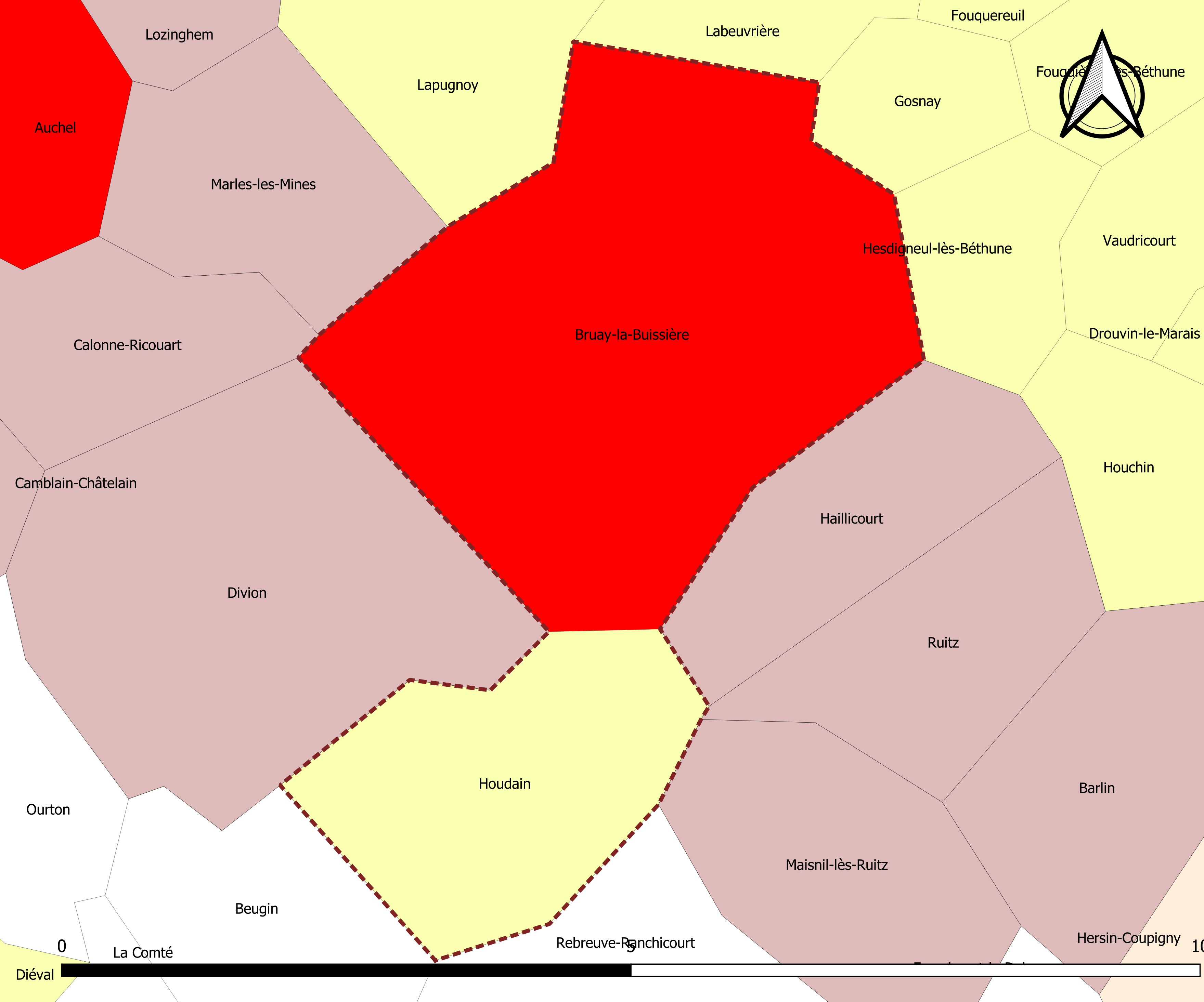
Carte de l'aire d'attraction de Bruay-la-Buissière.
Commune-centre
Commune de la couronne

## Définition
L'aire d'attraction d'une ville est composée d’un pôle, défini à partir de critères de population et d’emploi ainsi que d’une couronne constituée des communes dont au moins 15 % des actifs travaillent dans le pôle. Le pôle d’attraction constitue ainsi un point de convergence des déplacements domicile-travail,.

## Géographie
L’aire d'attraction de Bruay-la-Buissière est une aire intra-départementale qui comporte 2 communes dans le Pas-de-Calais. 

### Composition communale
| Nom                                 | Code Insee | Département   | Statut                 | Superficie (km2) | Population (dernière pop. légale) | Densité (hab./km2) | Modifier                                    |
| ----------------------------------- | ---------- | ------------- | ---------------------- | ---------------- | --------------------------------- | ------------------ | ------------------------------------------- |
| Bruay-la-Buissière (commune-centre) | 62178      | Pas-de-Calais | commune-centre         | 16,35            | 21 997 (2022)                     | 1 345              | modifier les données · modifier les données |
| Houdain                             | 62457      | Pas-de-Calais | commune de la couronne | 6,30             | 6 990 (2022)                      | 1 110              | modifier les données · modifier les données |

## Démographie
Cette aire est catégorisée dans les aires de moins de 50 000 habitants, une catégorie qui regroupe 12,2 % de la population au niveau national,.